# 우도항 (서산시)
우도항은 충청남도 서산시 지곡면 도성리에 있는 어항이다. 2012년 4월 12일 어촌정주어항으로 지정되었다. 관리자는 서산시장이다.

## 어항구역
방파제 시점부에서 북서측 27m지점 (X:381,490.573 Y:141,219.444)에서 N78°E방향으로 180m(X:381,529.302, Y:141,395.228)이동하고, S12°E 방향으로 60m(X:381,470.707, Y:141,408.137)이동하고, 이점에서 S77°W방향으로 200m(X:381,425.599, Y:141,213.268) 그은선이 해안선과 맞닿는 선내의 공유수면 (10,000m2)